# Trycherus avus
Trycherus avus es una especie de coleóptero de la familia Endomychidae.

## Distribución geográfica
Habita en Tanganica.